# Kâtip Çelebi
Kâtip Çelebi, (osmańskotur. كاتب جلبي), znany też jako Ḥājjī Khalīfa (حاجي خليفة), (ur. 1609 w Stambule, zm. 6 października 1657 tamże) – turecki uczony, autor wielu dzieł w zakresie historii, geografii i religii muzułmańskiej.

## Życiorys
Urodził się jako Muṣṭafa ibn 'Abd Allāh w Stambule. W swoim dziele biograficznym Sullam al-Wusul, podaje swoją datę urodzenia na 1609 rok. Był synem żołnierza. W wieku 14 latach rozpoczął pobieranie nauk w biurze rachunkowym w Anatolii (Anadolu Muhasebesi). Wkrótce po tym przerwał nauki, by wraz z ojcem w 1624 wziąć udział w wyprawie przeciwko Abazy paszy, a dwa lata później walczyć w Bagdadzie. Podczas odwrotu spod Bagdadu jego ojciec zmarł. 17-letni Mustafa wrócił do Stambułu i zaczął pobierać nauki u osmańskiego duchownego, Kadızade Mehmeda. Następnie brał udział w kilku kolejnych kampaniach na Bliskim Wschodzie, kolekcjonując w czasie ich trwania wiele książek z terenów na których przebywał.
Po śmierci Kadızade, Kâtip Çelebi rozszerzył swoje zainteresowania na historię i geografię, a także wiele innych dziedzin, w tym prawo, matematykę i astronomię. Wydając większość spadku po matce na zakup książek, utworzył prawdopodobnie największą prywatną bibliotekę w Stambule w XVII wieku. Chociaż poświęcił większość swojego życia na pracę naukową, formalnie nie uzyskał nigdy dyplomu uczelni. 
Zmarł 6 października 1657 na atak serca. Jego jedyny syn zmarł w młodym wieku. Książki z prywatnego zbioru zostały sprzedane ok. 1660, po śmierci żony Çelebiego. Część z nich wchodzi obecnie w skład Biblioteki Uniwersyteckiej w Lejdzie.

## Dzieła
Większość dzieł Kâtipa Çelebiego pochodzi z lat 1648-1657. Był jednym z najbardziej płodnych autorów osmańskich. Zajął on ważne miejsce w literaturze osmańskiej i islamskiej nie tylko ze względu na liczbę i różnorodność napisanych przez siebie dzieł, ale także na treść i oryginalność tych dzieł. Większość swoich książek tworzył przez wiele lat, dopisując różne fragmenty, wiele z nich nie zostało nigdy ukończonych. Znał języki turecki, arabski i perski. Jest autorem m.in:

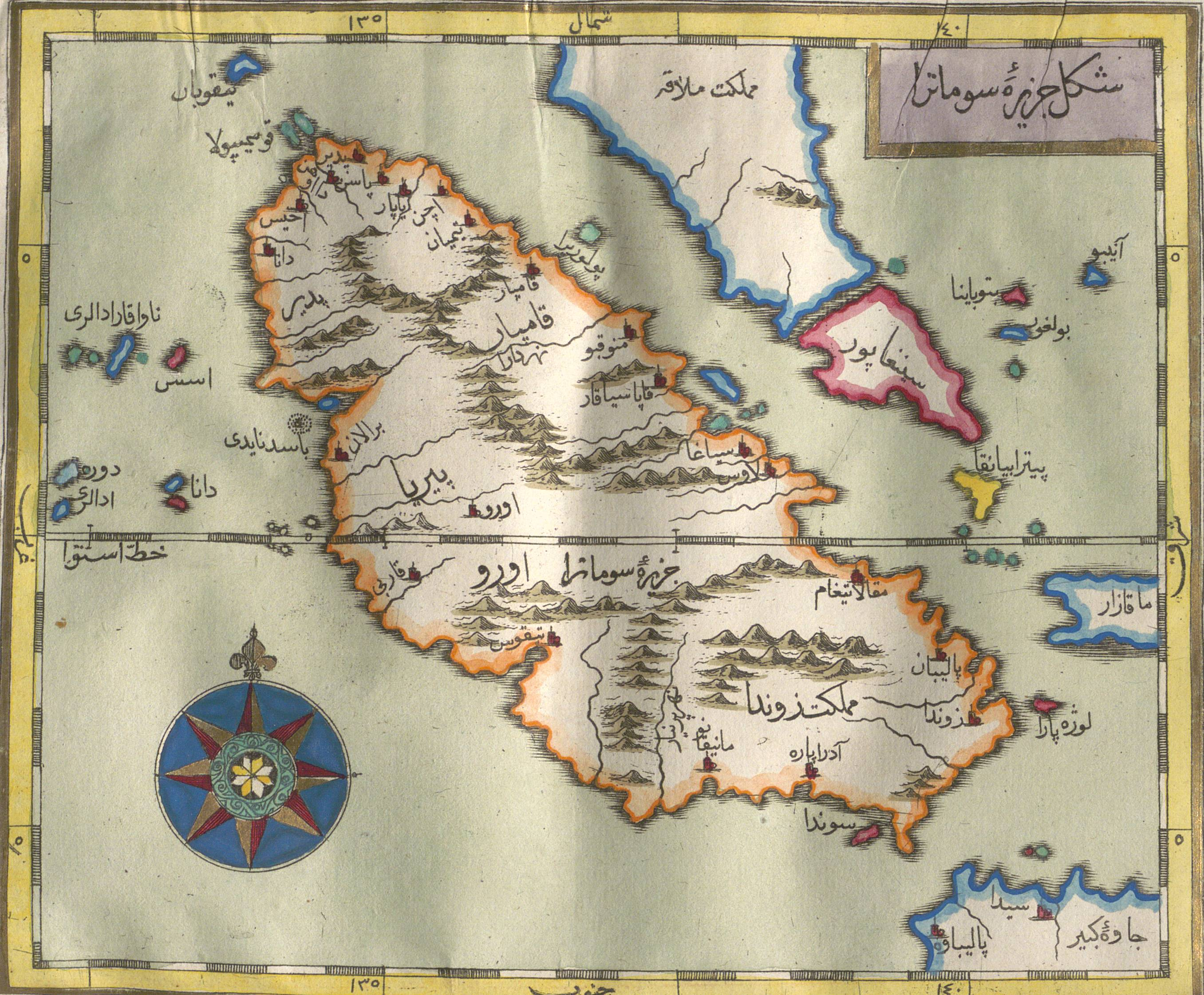
Mapa Sumatry w pracy Cihânnümâ

- Kashf aẓ-Ẓunūn ‘an 'asāmī ‘l-Kutub wa'l-funūn (كشف الظنون عن أسامي الكتب والفنون) – słownik bibliograficzny, zawierający informacje na temat około 15000 książek[4];

- Sullam al-Wuṣūl ilā Ṭabaqāt al-Fuḥūl (سلم الوصول إلى طبقات الفحول) – słownik biograficzny zawierający 8561 biogramów[4];

- Taqwīm at-Tawārikh (تقويم التواريخ) – dzieło zawierające historię świata od jego powstania do czasów współczesnych autorowi, oparte na pracach perskich i tureckich, kontynuowane po śmierci Kâtipa Çelebiego przez innych autorów[1];

- Cihânnümâ, (znane także jako: Djihān-numā, Jihannuma) (جهان نما) – dzieło poświęcone geografii świata, zawierające wiele map[1].

## Upamiętnienie
Przydomek Kâtip Çelebi został nadany przez współczesnych ibn 'Abd Allāhowi jako uhonorowanie jego zasług w rozwoju nauki osmańskiej. Składa on się z części Kâtip oznaczającej skryba i Çelebi oznaczającej człowiek Boga (Çelebi był to tytuł nadawany wielu zasłużonym Osmanom, np. uczonym, podróżnikom i poetom). W 400. rocznicę jego urodzin turecka komisja UNESCO ogłosiła rok 2009 rokiem obchodów Kâtipa Çelebiego. W 2010 w Izmirze powstał uniwersytet jego imienia.